# Порфирий (патриарх Сербский)
Патриа́рх Порфи́рий (серб. Патријарх Порфирије, в миру Првосла́в Пе́рич, серб. Првослав Перић; род. 22 июля 1961, Бечей, Воеводина) — епископ Сербской православной церкви; с 19 февраля 2021 года — предстоятель Сербской православной церкви с титулом: Святейший Архиепископ Печский, Митрополит Белградско-Карловацкий, Патриарх Сербский.
До избрания на патриарший престол — митрополит Загребско-Люблянский (2014—2021; оставался управляющим Загребско-Люблянской митрополии до мая 2023 года). Доктор богословия.

## Биография

### Образование и начало церковного служения
Родился 22 июля 1961 года в городе Бечее (Социалистическая Республика Сербия) в семье Радивоя и Радойки, которые после Второй мировой войны приехали в Бечей из села под городом Дервента в Боснии и Герцеговине (ныне в Республике Сербской). Был первым ребёнком в семье и крещён с именем Првослав. Начальную школу окончил в Чуруге, в 1976—1979 годы завершил два старших класса средней школы в городе Жабаль, а затем гимназию в Нови-Саде.
11 апреля 1986 года, в Фомину неделю, в монастыре Высокие Дечаны был пострижен в монашество своим духовным наставником иеромонахом Иринеем (Буловичем). 23 июня того же года в Троицком монастыре в селе Мушутиште (Косово и Метохия) епископом Рашско-Призренским Павлом (Стойчевичем) рукоположён во иеродиакона.
В 1987 году окончил Православный богословский факультет Белградского университета. В 1987—1990 годы обучался в аспирантуре в Богословской школе Афинского университета (Греция).

### Игумен Ковильского монастыря
В 1990 году по благословению епископа Бачского Иринея (Буловича) возвратился в Сербию, временно прервав аспирантуру по теологии в Афинах, и 6 октября прибыл в монастырь Святых Архангелов в Ковиле. 21 ноября того же года, в день празднования Собора архистратига Михаила, был рукоположён в пресвитера. С его назначением на игумена началось возрождение монастыря. Были восстановлены старые и построены новые конаки, возведён параклис и началась роспись фресками монастырского храма.
Старался, чтобы жизнь монахов и богослужебный типик Ковильского монастыря были созданы по репутации подлинной монашеской духовности и богослужебного опыта святогорских общин. Монастырь стал узнаваемым благодаря воспитанию византийского церковного пения, а также открытости обществу.
14 мая 1999 года на очередном заседании Архиерейского собора Сербской православной церкви в Белграде избран викарием Бачской епархии c титулом «Эгерский» по городу Эгер в Венгрии. 13 июня того же года в соборной церкви святого Георгия в городе Нови-Сад состоялась его епископская хиротония, которую совершили: Патриарх Сербский Павел, митрополит Элассонский Василий (Колокас), митрополит Сервийский и Козанский Амвросий (Якалис), епископ Зворницко-Тузланский Василий (Качавенда), епископ Сремский Василий (Вадич), епископ Банатский Хризостом (Столич), епископ Бачский Ириней (Булович), епископ Враньский Пахомий (Гачич), епископ Осечко-Польский и Бараньский Лукиан (Владулов), епископ Браничевский Игнатий (Мидич), епископ Милешевский Филарет (Мичевич), епископ Далматинский Фотий (Сладоевич), епископ Хумский Григорий (Дурич).
Начиная с 2002 года епископ Порфирий был председателем совета директоров Сербского экономического общества «Привредник» в Нови-Саде, где он специально занимался сбором средств для стипендий для одарённых сербских учеников и студентов.

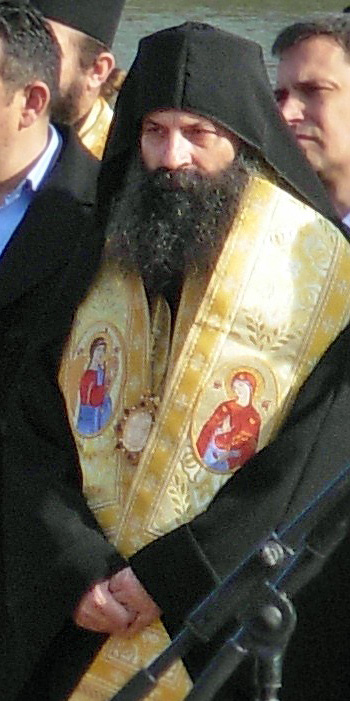
Епископ Порфирий, 2012 г.

В 2004 году на богословском факультете Афинского университета успешно защитил докторскую диссертацию на тему «Способность к Богопознанию у апостола Павла по толкованию святого Иоанна Златоуста».
По инициативе епископа Порфирия были сформированы четыре терапевтических сообщества для лечения наркомании, называемой «Земля живых». С момента основания первого сообщества в 2005 году, к началу 2021 года в течение многих лет через эти уникальные лечебные центры, где знания и навыки медицинской науки переплетаются с многовековым православным духовным опытом, прошло почти 4000 человек. Выступал с лекциями в разных форумах, особенно радея против разнообразных деструктивных сект.
В течение целого десятилетия епископ Порфирий был одним из постоянных участников шоу «Буквар православља», которое транслировалось по телевидению в Нови-Саде. Он также с самого начала участвовал в телевизионном шоу автора и ведущего Агапе Александра Гайшека в 2005 году, вплоть до его избрания митрополитом Загребско-Люблянским в 2014 году, с академиком доктором Владетой Еротичем и другими видными мыслителями был её частым гостем. В качестве представителя традиционных церквей и религиозных общин в Сербии епископ Порфирий был сначала членом (2005—2008), а 29 июля 2008 года совет Республиканского радиовещательного агентства избрал его своим председателем.
Он был первым архиереем Сербской Православной Церкви, которому было поручено опекать организацию религиозной жизни в сербской армии (2010—2011).

### Митрополит Загребско-Люблянский

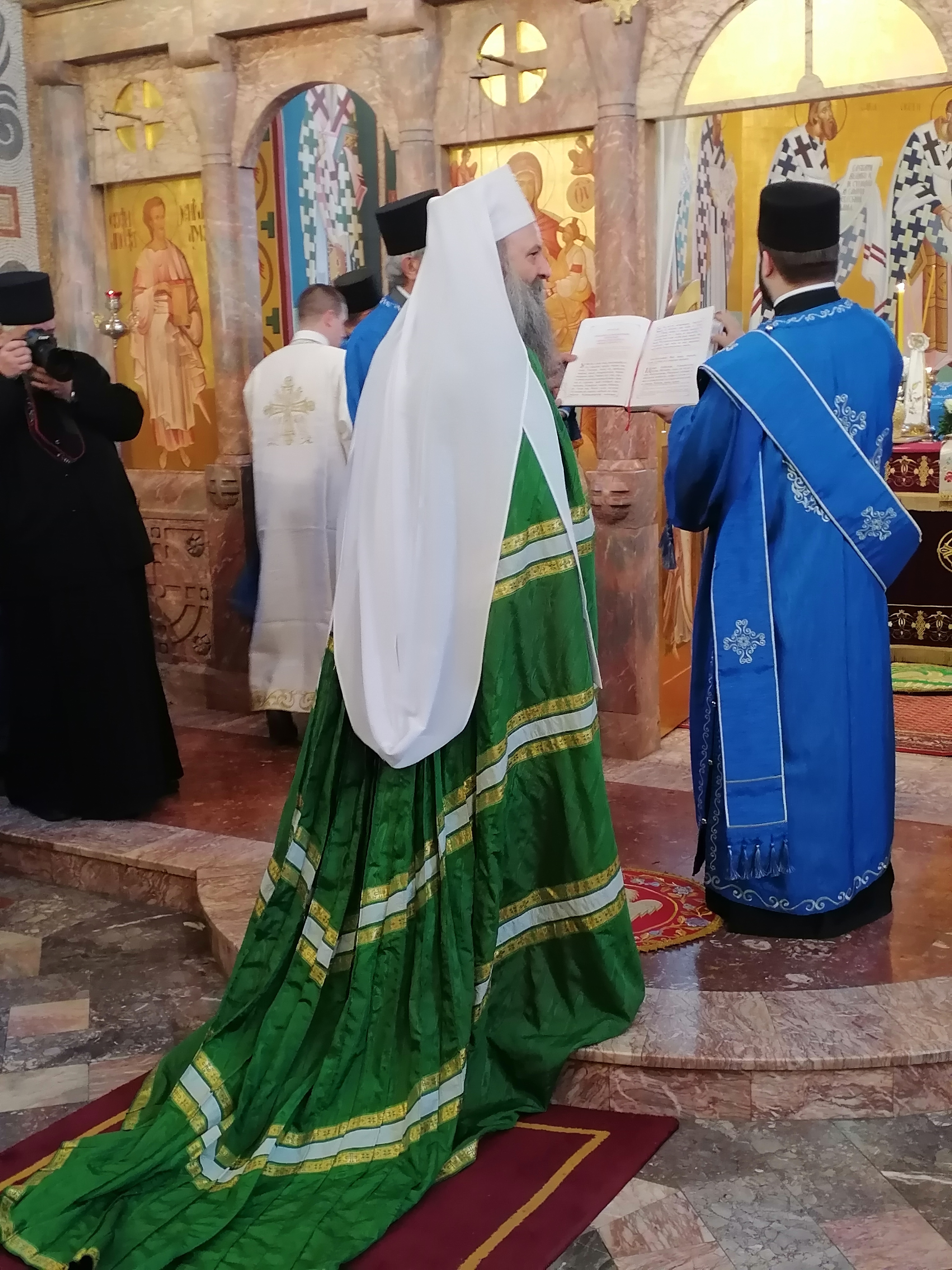
Патриа́рх Порфирий в патриаршей зеленой мантии, 2021 г.

24 мая 2014 года решением Священного Архиерейского собора Сербской церкви в Белграде избран правящим епископом Загребско-Люблянской митрополии с возведением в сан митрополита. 13 июля в Преображенском соборе Загреба патриархом Иринеем настолован как митрополит Загребско-Люблянский.
Программу своей пастырской деятельности митрополит Порфирий представил в своей инаугурационной проповеди на интронизации, сказав: «Я всегда буду готов принять участие в строительстве мостов между людьми и народами, полностью осознавая, что есть те, кто будет бросать камни на мостостроителей как с одного, так и с другого берега. Но к тому обязывает меня Сам Господь, который в Сыне Своём единородном преодолел пропасть между Богом и человеком». О своей идентичности и основополагающих ценностях, на которых он основывает своё послание, Митрополит сказал: «Я серб, но я прежде всего христианин, и это универсальная ценность, и поэтому я буду проповедовать и свидетельствовать Христа. Я люблю свой народ, но я люблю и буду любить все другие народы, каждого человека, каждый образ Божий».
Поддерживал дружеские и совместные отношения с многочисленными представителями Римско-католической церкви и других религиозных общин, а также со многими научными и культурными предшественниками в Загребе. Занимался противодействиям деструктивным культам. Он провёл восьмое собрание всеправославной сети по изучению религий и разрушительных культов, которое в сентябре 2015 года в Любляне под эгидой Загребско-Люблянской митрополии.
Он завершил восстановление Монастыря Лепавина, рядом с Копривницей, одним из старейших духовных центров православного народа в Хорватии.

### Патриаршество

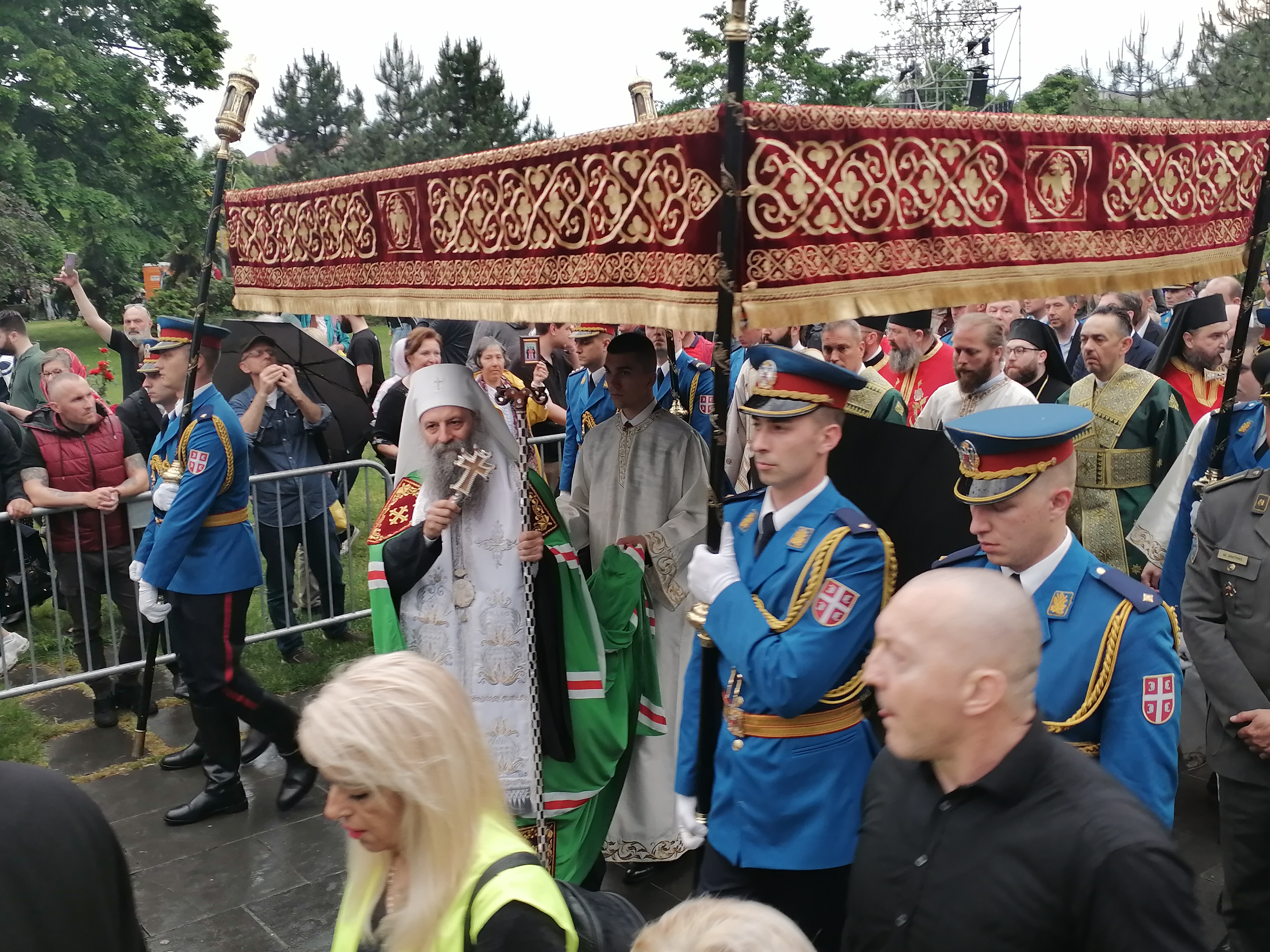
Спасовдан в Белграде под предводительством Патриарха Сербского Порфирия, 2023 г.

18 февраля 2021 года на Архиерейском соборе Сербской православной церкви, проходившем в храме святого Саввы в Белграде, по итогам голосования вошёл в число трёх кандидатов (наряду с епископами Иринеем Буловичем и Ефремом Милутиновичем) и жребием был избран патриархом Сербским. В тот же день его письменно поздравили, среди прочих, патриархи Константинопольский Варфоломей и Московский Кирилл (по утверждению митрополита Илариона (Алфеева), патриарх Кирилл был первым, кто поздравил новоизбранного патриарха сразу же по избрании). Заместитель председателя отдела внешних церковных связей Московского патриархата протоиерей Николай Балашов заявил для СМИ, что «опыт практического сотрудничества с митрополитом Порфирием в бытность его епархиальным архиереем <…> всецело положительный». Поздравительный адрес избранному патриарху был также направлен «от полноты Украинской Православной Церкви» митрополитом Онуфрием (Березовским).
Интронизация в соборном храме Белграда была совершена 19 февраля 2021 года; присутствовали (сослужили) епископы только Сербской церкви. Интронизация на Печской Патриаршей кафедре в Косове состоялась 14 октября 2022; присутствовал предстоятель Охридской архиепископии (Македонской церкви) Стефан (Веляновский) и митрополит Московского патриархата Иларион (Алфеев).

## Награды
- Орден Республики Сербской на ленте (Республика Сербская, 28 февраля 2023 года)[28]
- Орден Преподобного аввы Иустина (Валевская епархия Сербской Православной Церкви, 2024 год)[29]
- Синодальный Знаменский Орден Курской Коренной Божьей Матери 1-й степени (Русская православная церковь заграницей Московского патриархата, 2024 год)[30]
- Орден святого равноапостольного князя Владимира I степени (Русская православная церковь, 2025 год)[31]